# 코파 아메리카 페메니나
코파 아메리카 페메니나(스페인어: Copa América Femenina, 포르투갈어: Copa América Feminina 코파 아메리카 페미니나[*]) 또는 여자 코파 아메리카는 남미 축구 연맹(CONMEBOL)의 주관으로 개최되는 여자 축구 국가 대항전이다. 2010년까지는 남미 여자 축구 선수권 대회(스페인어: Sudamericano Femenino 수다메리카노 페메니노[*], 포르투갈어: Campeonato Sul-Americano de Futebol Feminino 캄페오나투 술아메리카누 드 푸테볼 페미니누[*])로 불렸다. 이 대회는 FIFA 여자 월드컵의 남아메리카 지역 예선을 겸하며, 올림픽 축구 여자부와 팬아메리칸 게임 축구 여자부의 남아메리카 지역 예선도 겸한다.

## 역대 대회
| 연도          | 개최국     | 우승       | 점수                          | 준우승     | 3위        | 점수                          | 4위        |
| 1991년 자세히 | 브라질     | 브라질     | (라운드 로빈)                 | 칠레       | 베네수엘라 | (없음)                        | (없음)     |
| 1995년 자세히 | 브라질     | 브라질     | 2 – 0                         | 아르헨티나 | 칠레       | (라운드 로빈)                 | 에콰도르   |
| 1998년 자세히 | 아르헨티나 | 브라질     | 7 – 1                         | 아르헨티나 | 페루       | 3 – 3 (연장) (승부차기 5 – 4) | 에콰도르   |
| 2003년 자세히 | 페루       | 브라질     | (라운드 로빈)                 | 아르헨티나 | 콜롬비아   | (라운드 로빈)                 | 페루       |
| 2006년 자세히 | 아르헨티나 | 아르헨티나 | (라운드 로빈)                 | 브라질     | 우루과이   | (라운드 로빈)                 | 파라과이   |
| 2010년 자세히 | 에콰도르   | 브라질     | (라운드 로빈)                 | 콜롬비아   | 칠레       | (라운드 로빈)                 | 아르헨티나 |
| 2014년 자세히 | 에콰도르   | 브라질     | (라운드 로빈)                 | 콜롬비아   | 에콰도르   | (라운드 로빈)                 | 아르헨티나 |
| 2018년 자세히 | 칠레       | 브라질     | (라운드 로빈)                 | 칠레       | 아르헨티나 | (라운드 로빈)                 | 콜롬비아   |
| 2022년 자세히 | 콜롬비아   | 브라질     | 1 – 0                         | 콜롬비아   | 아르헨티나 | 3 – 1                         | 파라과이   |
| 2025년 자세히 | 에콰도르   | 브라질     | 4 – 4 (연장) (승부차기 5 – 4) | 콜롬비아   | 아르헨티나 | 2 – 2 (연장) (승부차기 5 – 4) | 우루과이   |